# Associació estel·lar OB1 d'Orió

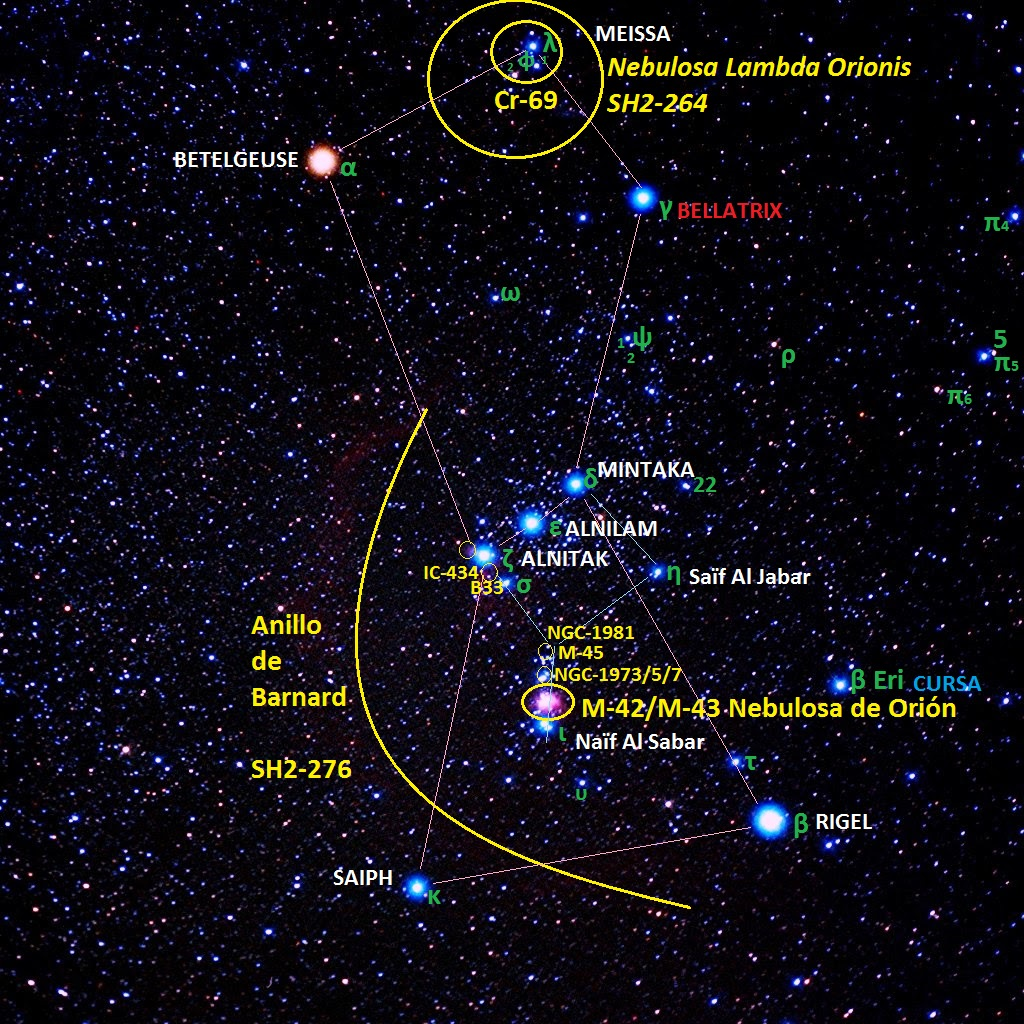
Associació estel·lar OB1 d'Orió

És un grup compost d'estrelles joves (de diversos milions d'anys) que amb un origen comú ja s'han començat a deslligar gravitacionalment encara que estan situats en una regió definida del disc galàctic a una distància mitjana de 1.500 anys-llum en direcció a la constel·lació d'Orió.

## Característiques
El terme va ser introduït per Víktor Ambartsumian el 1947 per diferenciar-ho d'altres associacions estel·lars com els cúmuls oberts i els cúmuls globulars, ja que al contrari d'aquests, amb prou feines tenen un vincle gravitatori entre els seus components.
Són estrelles gegants de seqüència i del tipus espectral O i B, principalment, format per diverses desenes de membres entre les quals destaquen les estrelles del cinturó d'Orió: Alnitak, Alnilam i Mintaka, també compta amb estrelles de menor massa i fins i tot protoestrelles.
És pel que en un període curt de diversos milions d'anys, les estrelles associades OB s'acaben per disgregar per complet i es relacionen amb altres estrelles de camp. L'associació OB1 d'Orió és la més estudiada i més coneguda de totes, està plenament relacionada amb el complex de núvols moleculars d'Orió, on hi ha formació estel·lar activa.
Una característica de l'associació és que totes les estrelles tenen el mateix moviment propi i ajuden a la formació automantinguda dels braços espirals de la galàxia.
Les estrelles O i B són estrelles gegants i molt calents.

## Subgrups

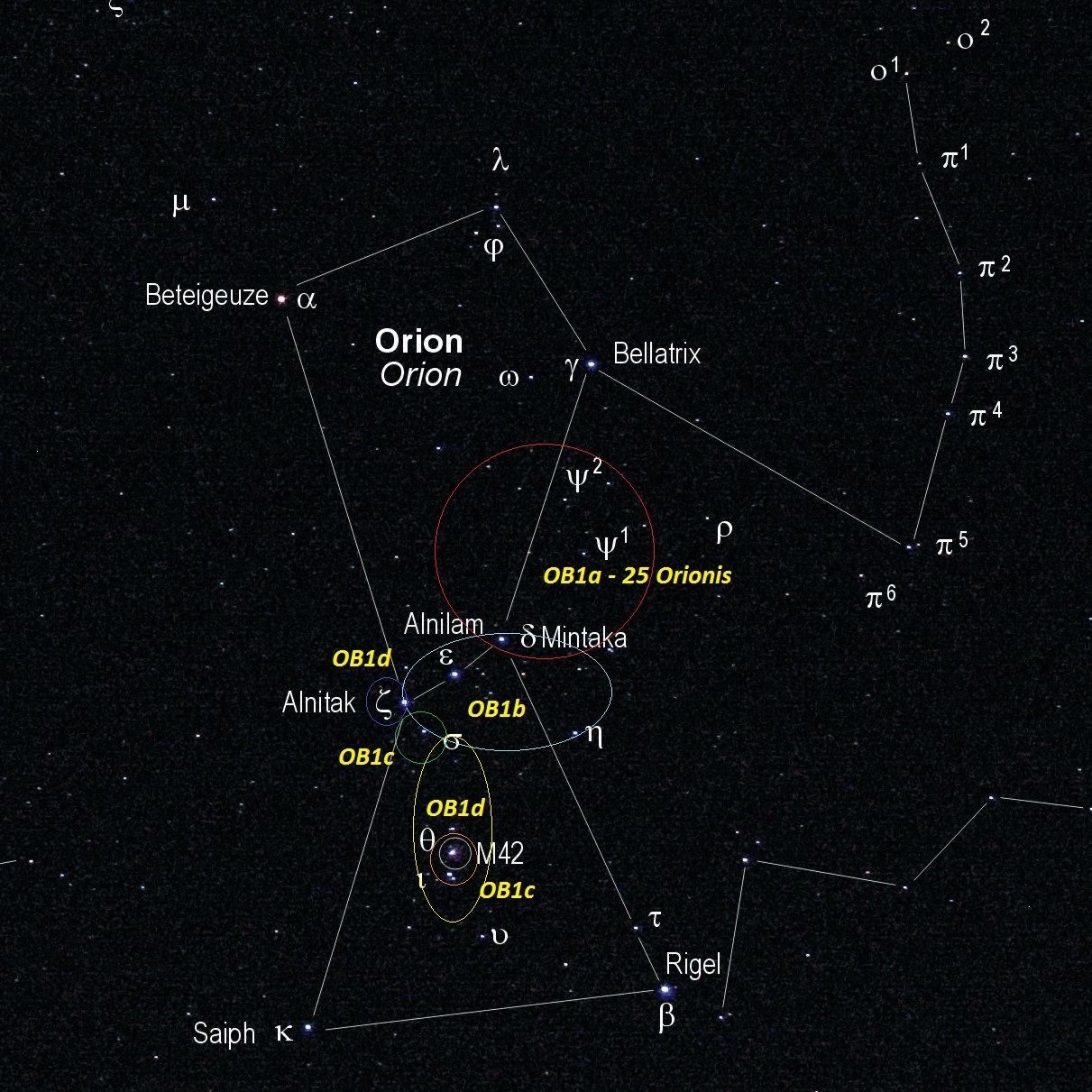
Associació estel·lar OB1 d'Orió: Subgrups

L'associació OB1 d'Orió consisteix principalment en quatre subgrups.

### Orió OB1a: 25 Orionis
Es tracta d'una extensa àrea d'estrelles situades dins de l'abdomen del gegant, entorn de ψ¹ Orionis entre Mintaka i Bellatrix, amb una edat mitjana d'uns 12 milions d'anys. Es distingeix una família d'estrelles relacionades amb 25 Orionis, que és la denominació Flamsteed més coneguda que la denominació Bayer de Psi¹ Orionis.
Aquest subgrup és el més antic de tots, en una primera fase de formació estel·lar va originar el naixement de l'estrella més brillant d'Orió, Betelgeuse (α Orionis) que està dotada d'un moviment propi una mica elevat de 12 km/s en direcció NE cap a fora de la regió. Betelgeuse és una estrella supergegant vermella de classe M2 Iab, lleugerament variable i és ferma candidata a ser la primera supernova d'Orió. Malgrat ser de classe M, pertany al grup OB1a, com un element generacional ancestral, ja que es calcula que té una edat de deu milions d'anys.
En direcció S, el moviment propi es torna més lent, com a exemple, l'estrella Saïf Al Jabbāŗ [Eta (η) Orionis].

### Orió OB1b: Cinturó d'Orió

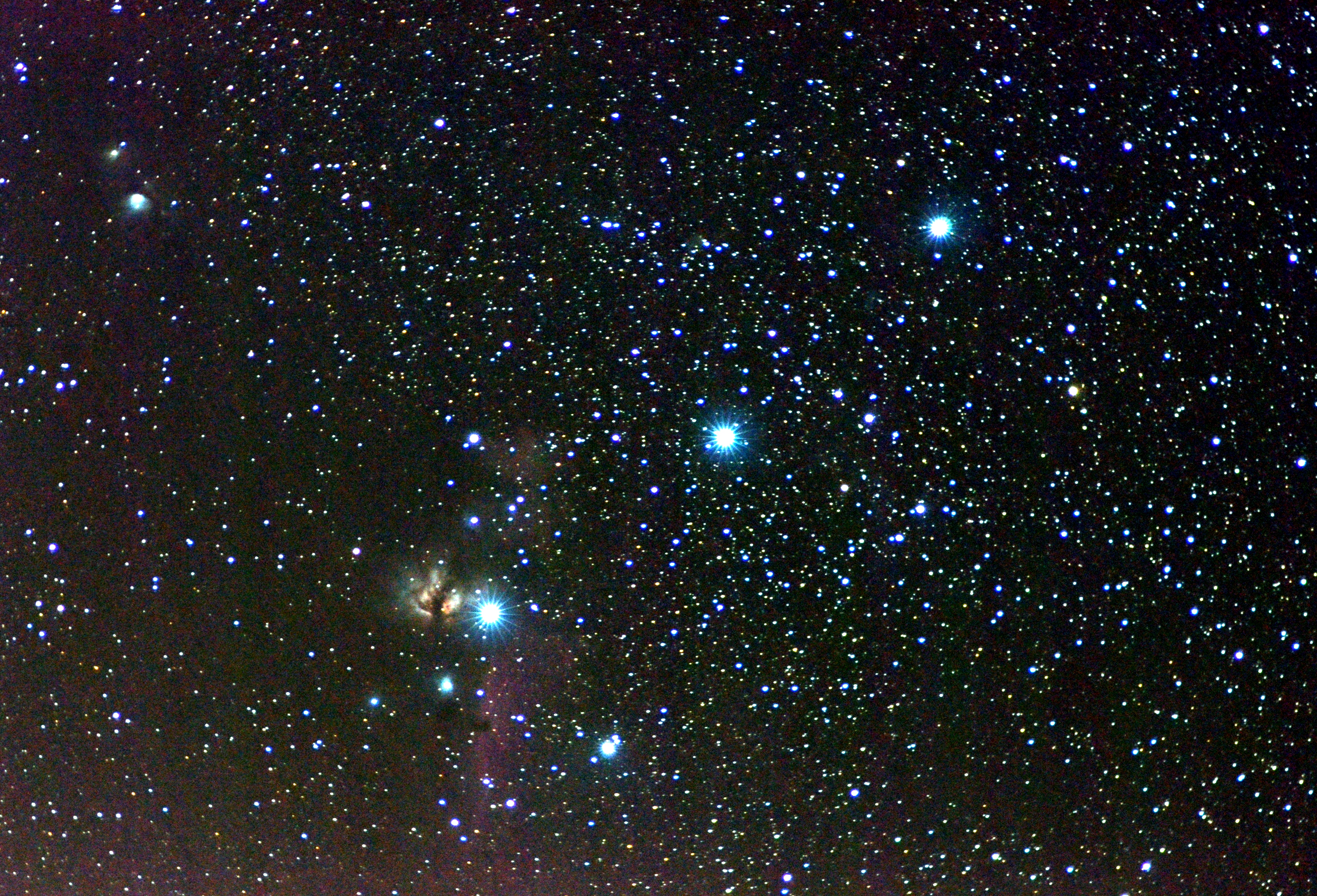
Cinturó d'Orió amb els tres reis mags, d'esquerra a dreta: Alnilam, Alnitak i Mintaka al costat de sigma orionis

Destaquen com a membres més importants les estrelles brillants que integren el cinturó d'Orió, també conegudes com Els tres reis mags o Les tres Maries entre altres de menor categoria:
- Alnitak (Zeta [ζ] Orionis)
- Alnilam (Épsilon [ε] Orionis)
- Mintaka (Delta [δ] Orionis)
- Sigma [σ] Orionis

Aquesta associació estel·lar està subdividida en altres tres de menor entitat, els seus membres tenen una edat mitjana inferior als 8 milions d'anys.
El subgrup OB1b és el segon subgrup a aparèixer després de la primera o següent explosió de supernova. Estan inclosos tots els membres del cúmul obert Collinder 70 (Cr 70) que s'identifiquen amb la major part de les estrelles de l'asterisme del Cinturó d'Orió.
Part del vent estel·lar de σ Orionis permet la ionització de la nebulosa d'emissió IC434 que és possible contemplar i forma també parteix d'aquest subgrup.
El subgrup OB1b està integrat en l'extrem més occidental del complex de núvols moleculars d'Orió.

### Orió OB1c: L'espasa d'Orió
Amb una edat mitjana d'entre 3 i 6 milions d'anys, són estrelles de la regió de l'espasa que no inclouen ni a la Nebulosa d'Orió ni a M43, que són part integrant del grup OB1d.
Aquest subgrup es va formar al cap de poc de formar-se el subgrup OB1b. Les estrelles que més destaquen són dos: Na'ïr al Saïf [Iota (ι) Orionis] i Theta (θ) Orionis.
Na'ïr al Saïf [Iota (ι) Orionis] és una estrella de classe espectral O9 III, dins del grup de les gegantes, aquesta estrella en la seva formació va actuar com a llançador de les estrelles fugitives AE Aurigae i Mu (μ) Columbae que fa 2,5 milions d'anys van ser llançades en direccions oposades a àrees llunyanes de la regió, la primera al nord Auriga i la segona al sud Columba.
Són també integrants d'aquest subgrup, els membres del cúmul estel·lar NGC 1981 i el grup dispers d'estrelles que il·luminen les nebuloses de reflexió NGC 1973, NGC 1975 i NGC 1977.

### Orió OB1d: Nebuloses d'Orió

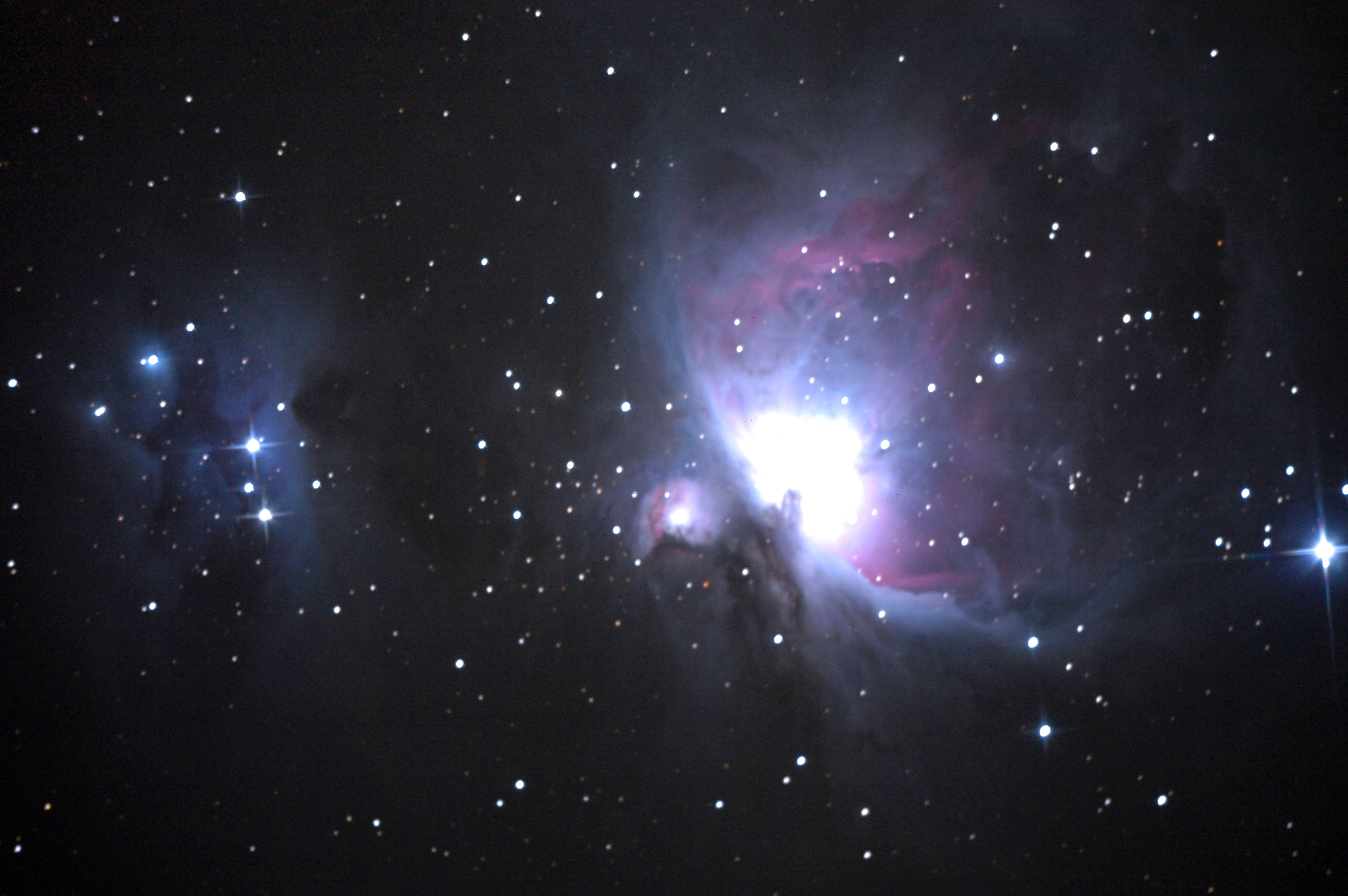
Nebulosa d'Orió M42 i el cúmul del Trapezi

Són les estrelles més joves de totes, amb menys de 2 milions d'anys i formades en la Nebulosa d'Orió (M42) i M43. Igual que el subgrup del cinturó, també aquest subgrup està ubicat en la vora oest del complex de núvols moleculars d'Orió. El cúmul del Trapezi (o Trapezium) que il·lumina a la nebulosa M-42, tenen menys del milió d'anys.
S'han detectat traces d'elements pesants propis d'estrelles evolucionades en els subgrups 1a i 1b de l'Associació estel·lar OB1 d'Orió.